# Trigonella carica
Trigonella carica är en ärtväxtart som beskrevs av Hub.-mor.. Trigonella carica ingår i släktet trigonellor, och familjen ärtväxter. Inga underarter finns listade i Catalogue of Life.